# Камениця (Опольське воєводство)
Камениця (пол. Kamienica, нім. Kamitz) — село в Польщі, у гміні Пачкув Ниського повіту Опольського воєводства.
Населення — 1256 осіб (2011).

## Демографія
Демографічна структура станом на 31 березня 2011 року:
|          | Загалом | Допрацездатний вік | Працездатний вік | Постпрацездатний вік |
| -------- | ------- | ------------------ | ---------------- | -------------------- |
| Чоловіки | 641     | 127                | 463              | 51                   |
| Жінки    | 615     | 125                | 340              | 150                  |
| Разом    | 1256    | 252                | 803              | 201                  |